# Gavião-de-anta
Caracara-preto ou gavião-de-anta (Daptrius ater) é uma ave falconiforme, onívora, da família dos falconídeos, com distribuição amazônica e meridional até os estados brasileiros do Maranhão, Mato Grosso e a Bolívia, vivendo em beira de rios e clareiras de mata. Chega a medir até 41 cm de comprimento, plumagem negra, garganta nua amarela, cauda com base branca e pernas de cor laranja. Também é conhecido pelos nomes de cã-cã, cancão-de-anta, caracaí, caracaraí, corocoturi, corocoturu, grogotori e grogoturi.

## Características
Mede cerca de 44 cm de comprimento.

## Alimentação
É onívoro, alimentando-se de carniça, larvas de besouros corta-pau, tanajuras, sapinhos e rãs, lagartos, cobras, filhotes de pássaros, pequenos mamíferos e peixes. Tira também carrapatos de antas e de veados. Gosta de frutos, como cocos de buriti e de dendê. Procura queimadas para alimentar-se de insetos e ou-tros animais em fuga.

## Reprodução
Põe 2 ou 3 ovos amarelados manchados de marrom.

## Hábitos
Comum em florestas de galeria, clareiras na mata e bordas de florestas, especialmente às margens de rios e lagos. Vive normalmente em grupos familiares de 3 a 5 indivíduos. Costuma pousar em praias de rios ou no alto de árvores próximas.

## Distribuição Geográfica
Toda a Amazônia brasileira e também das Guianas e Venezuela em direção sul até a Bolívia.